# Urkon
Sägnen om Urkon är en förklaringssägen om sjön Sommens uppkomst.
Sägnen säger att en gammal och ilsken ko, Urkon eller "Sommakoa", sparkade och krafsade upp ett stort hål. Det vattenfylldes sedan och blev sjön Sommen. Därefter stängde trollkarlen Some in henne i en grotta. Det berättas att när en krönt kung kommer till Ydre ska kon slippa ur sin grotta och döda honom. Detta ska ha hänt Kung Frode, när han reste genom Norra Vi. Det sägs att hon ligger på en bädd av stenkol och en djurfäll. Den enda mat urkon får i sin grotta är ett hår av djurfällen, varje julafton, och när varje hår på fällen ätits upp så ska hon bryta sig ut och förstöra världen.